# Élections législatives de 1968 dans le Cher
Les élections législatives françaises de 1968 se déroulent les 23 et 30 juin 1968. Dans le département du Cher, trois députés sont à élire dans le cadre de trois circonscriptions.

## Élus
| Circonscription | Député sortant    | Parti | Parti | Député élu ou réélu | Parti | Parti |
| --------------- | ----------------- | ----- | ----- | ------------------- | ----- | ----- |
| 1re             | Raymond Boisdé    |       | RI    | Raymond Boisdé      |       | RI    |
| 2e              | Jean Boinvilliers |       | UDR   | Jean Boinvilliers   |       | UDR   |
| 3e              | Laurent Bilbeau   |       | PCF   | Maurice Papon       |       | UDR   |

## Résultats

### Résultats à l'échelle du département
| Parti          | Parti                                           | Premier tour | Premier tour | Second tour | Second tour | Sièges |
| Parti          | Parti                                           | Voix         | %            | Voix        | %           | Sièges |
| -------------- | ----------------------------------------------- | ------------ | ------------ | ----------- | ----------- | ------ |
|                | Union pour la défense de la République          | 42 256       | 28,95        | 51 799      | 54,56       | 2      |
|                | Républicains indépendants                       | 30 939       | 21,20        |             |             | 1      |
|                | Divers droite (gaulliste)                       | 3 773        | 2,59         | 0           |             |        |
|                | Union des républicains de progrès               | 76 968       | 52,74        | 51 799      | 54,56       | 3      |
|                |                                                 |              |              |             |             |        |
|                | Convention des institutions républicaines       | 3 391        | 2,32         |             |             | 0      |
|                | Section française de l'Internationale ouvrière  | 2 509        | 1,72         | 0           |             |        |
|                | Fédération de la gauche démocrate et socialiste | 5 900        | 4,04         |             |             | 0      |
|                |                                                 |              |              |             |             |        |
|                | Parti communiste français                       | 49 260       | 33,75        | 43 134      | 45,44       | 0      |
|                | Parti socialiste unifié                         | 7 132        | 4,89         |             |             | 0      |
|                | Progrès et démocratie moderne                   | 6 691        | 4,58         | Retrait     | Retrait     | 0      |
|                |                                                 |              |              |             |             |        |
| Inscrits       | Inscrits                                        | 185 072      | 100,00       | 120 305     | 100,00      | 3      |
| Abstentions    | Abstentions                                     | 36 372       | 19,65        | 22 836      | 18,98       |        |
| Votants        | Votants                                         | 148 700      | 80,35        | 97 469      | 81,02       |        |
| Blancs et nuls | Blancs et nuls                                  | 2 749        | 1,85         | 2 536       | 2,6         |        |
| Exprimés       | Exprimés                                        | 145 951      | 98,15        | 94 933      | 97,4        |        |

### Résultats par circonscription

#### Première circonscription (Bourges)
|                | Raymond Boisdé sortant réélu | RI (URP)       | 30 939 | 60,97  |  |  |  |
|                | Robert Chaton                | PCF            | 14 734 | 29,04  |  |  |  |
|                | René Robert                  | PSU            | 5 068  | 9,99   |  |  |  |
|                |                              |                |        |        |  |  |  |
| Inscrits       | Inscrits                     | Inscrits       | 64 721 | 100,00 |  |  |  |
| Abstentions    | Abstentions                  | Abstentions    | 12 879 | 19,9   |  |  |  |
| Votants        | Votants                      | Votants        | 51 842 | 80,1   |  |  |  |
| Blancs et nuls | Blancs et nuls               | Blancs et nuls | 1 101  | 2,12   |  |  |  |
| Exprimés       | Exprimés                     | Exprimés       | 50 741 | 97,88  |  |  |  |

#### Deuxième circonscription (Vierzon)
| Candidat       | Candidat                        | Parti          | Premier tour | Premier tour | Second tour | Second tour |  |
| Candidat       | Candidat                        | Parti          | Voix         | %            | Voix        | %           |  |
| -------------- | ------------------------------- | -------------- | ------------ | ------------ | ----------- | ----------- |  |
|                | Jean Boinvilliers sortant réélu | UDR (URP)      | 22 655       | 44,07        | 27 970      | 55,56       |  |
|                | Fernand Micouraud               | PCF            | 17 492       | 34,02        | 22 371      | 44,44       |  |
|                | Gilbert Driancourt              | CD (PDM)       | 6 691        | 13,01        | Retrait     | Retrait     |  |
|                | Marcel Merlan                   | FGDS (SFIO)    | 2 509        | 4,88         |             |             |  |
|                | André Tinturier                 | PSU            | 2 064        | 4,01         |             |             |  |
|                |                                 |                |              |              |             |             |  |
| Inscrits       | Inscrits                        | Inscrits       | 63 593       | 100,00       | 63 563      | 100,00      |  |
| Abstentions    | Abstentions                     | Abstentions    | 11 484       | 18,06        | 11 704      | 18,41       |  |
| Votants        | Votants                         | Votants        | 52 109       | 81,94        | 51 859      | 81,59       |  |
| Blancs et nuls | Blancs et nuls                  | Blancs et nuls | 698          | 1,34         | 1 518       | 2,93        |  |
| Exprimés       | Exprimés                        | Exprimés       | 51 411       | 98,66        | 50 341      | 97,07       |  |

#### Troisième circonscription (Saint-Amand-Montrond)
| Candidat       | Candidat                | Parti                     | Premier tour | Premier tour | Second tour | Second tour |  |
| Candidat       | Candidat                | Parti                     | Voix         | %            | Voix        | %           |  |
| -------------- | ----------------------- | ------------------------- | ------------ | ------------ | ----------- | ----------- |  |
|                | Maurice Papon élu       | UDR (URP)                 | 19 601       | 44,75        | 23 829      | 53,44       |  |
|                | Laurent Bilbeau sortant | PCF                       | 17 034       | 38,89        | 20 763      | 46,56       |  |
|                | Michel Blanchard        | Divers droite (Gaulliste) | 3 773        | 8,61         |             |             |  |
|                | Jean-Pierre Harris      | FGDS (CIR)                | 3 391        | 7,74         |             |             |  |
|                |                         |                           |              |              |             |             |  |
| Inscrits       | Inscrits                | Inscrits                  | 56 758       | 100,00       | 56 742      | 100,00      |  |
| Abstentions    | Abstentions             | Abstentions               | 12 009       | 21,16        | 11 132      | 19,62       |  |
| Votants        | Votants                 | Votants                   | 44 749       | 78,84        | 45 610      | 80,38       |  |
| Blancs et nuls | Blancs et nuls          | Blancs et nuls            | 950          | 2,12         | 1 018       | 2,23        |  |
| Exprimés       | Exprimés                | Exprimés                  | 43 799       | 97,88        | 44 592      | 97,77       |  |